# Viktor Gaddefors
Pour les articles homonymes, voir Gaddefors.
Carl Viktor Gaddefors, né le 8 octobre 1992, à Östersund, en Suède, est un joueur suédois de basket-ball. Il évolue au poste d'ailier au sein du club français d'Antibes.

## Biographie
Arrivé au printemps 2018 pour pallier les blessures de Max Kouguère et Paul Rigot, Viktor Gaddefors prolonge son contrat avec le club azuréen pour deux saisons supplémentaires.
Son frère, Anton, est également basketteur.